# Cyphomyia chinensis
Cyphomyia chinensis är en tvåvingeart som beskrevs av Ouchi 1938. Cyphomyia chinensis ingår i släktet Cyphomyia och familjen vapenflugor. Inga underarter finns listade i Catalogue of Life.